# Château de Jezeří

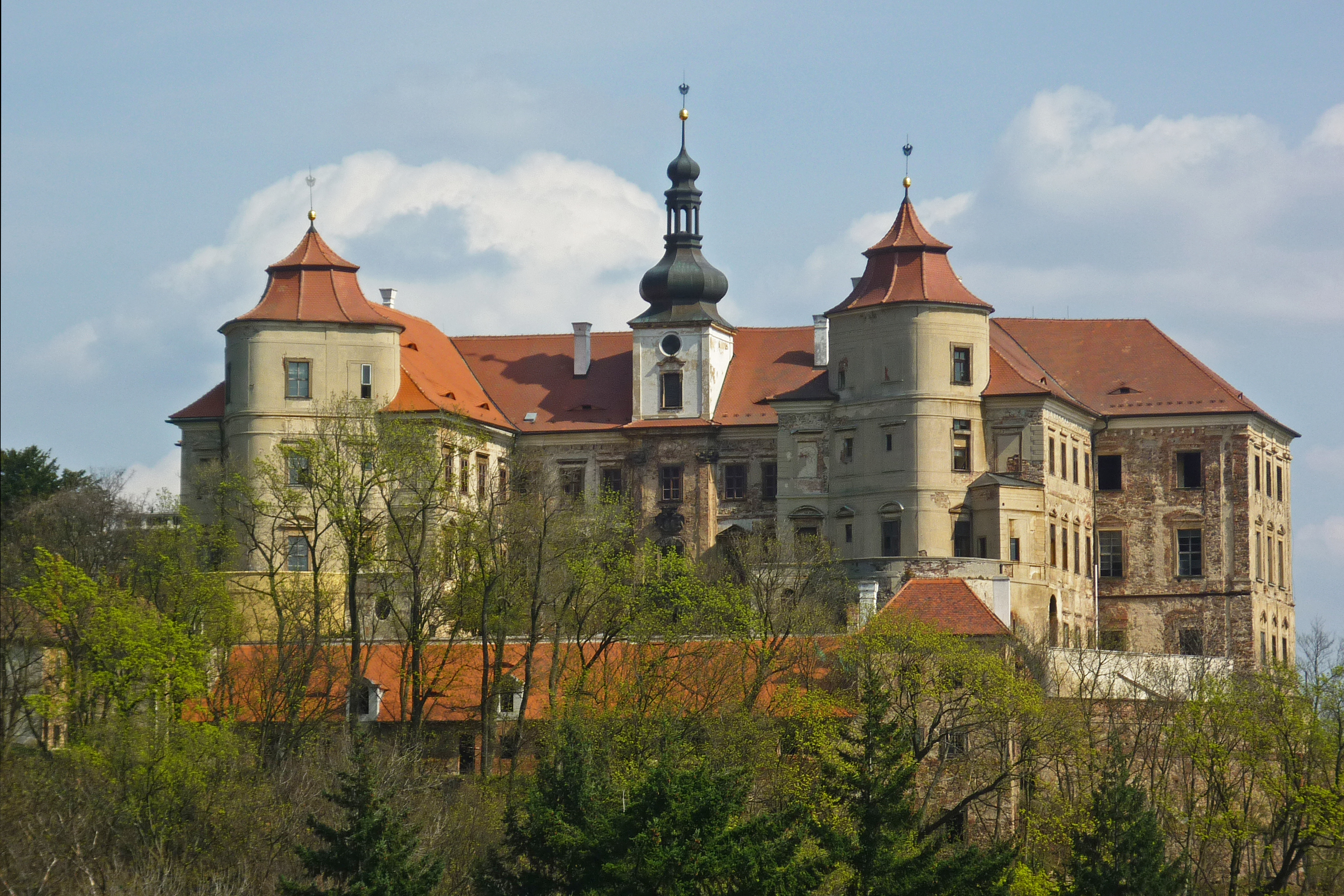
Le château de Jezeří.

Le château de Jezeří (en allemand Eisenberg) est situé à l'ouest de Dolní Jiřetín, dans le district de Most (Brüx), dans la région d'Ústí nad Labem (Aussig-sur-Elbe), sur le versant sud des monts Métallifères, en République tchèque.
Sous le château existait jusque dans les années 1980 le village de Jezeří (Eisenberg), qui faisait partie de la commune de Horní Jiřetín. Le château est maintenant situé directement au-dessus d'une énorme mine de lignite à ciel ouvert, la mine de ČSA. Le château est un monument historique protégé ouvert au public. L'intérieur peut être visité à des dates spéciales.

## Histoire

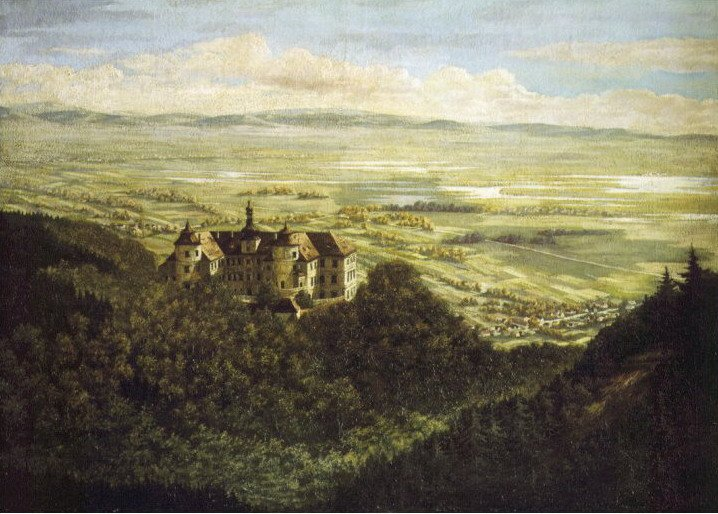
Le château d'Eisenberg en 1882.

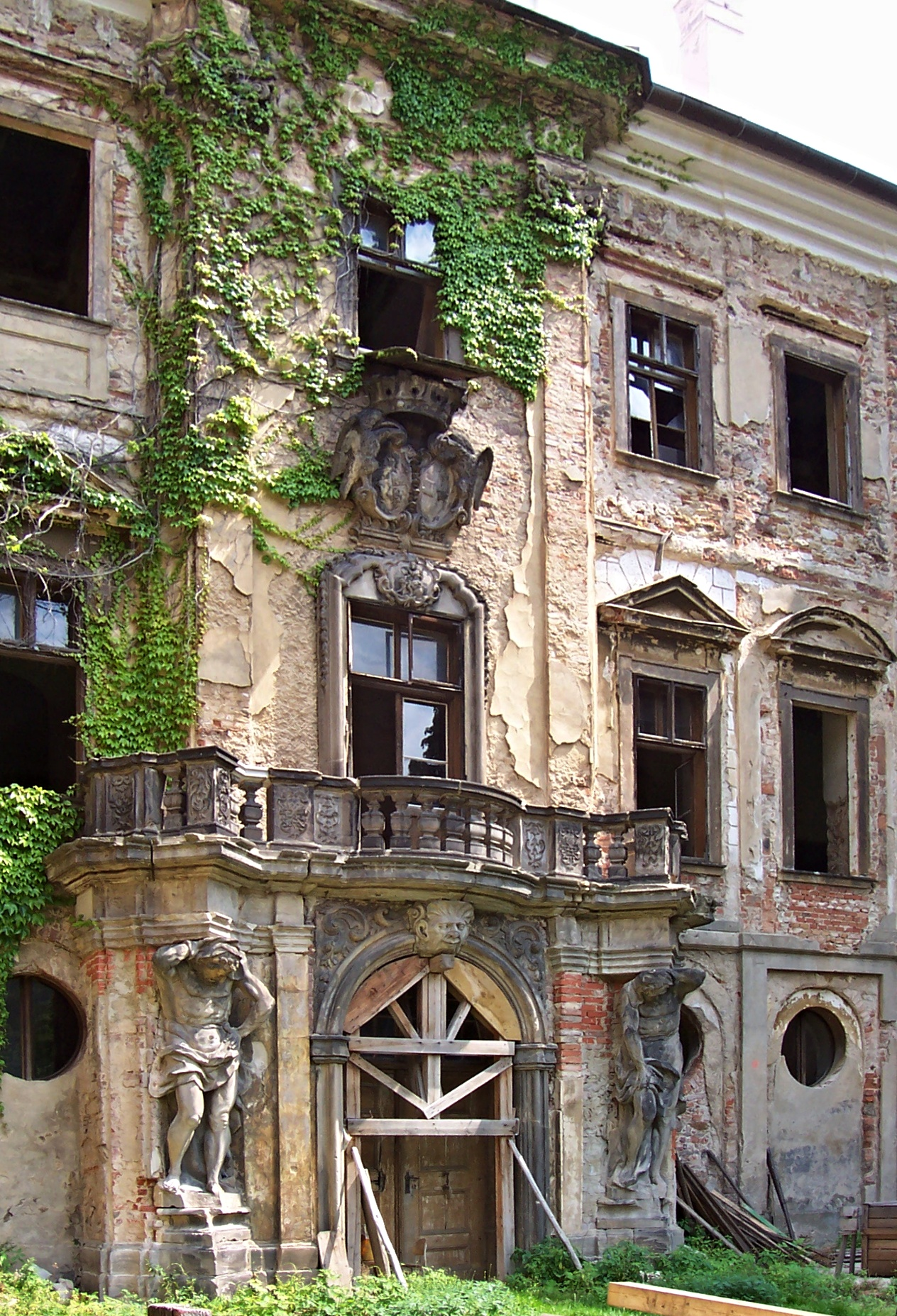
Les Atlantes du portail.

Le château gothique original « Eisenberk » a été construit entre 1363 et 1365 par les seigneurs de Ferbenz (Pány ze Rvenic) de Ervěnice (Seestadtl), qui ont reçu à l'époque le titre de noblesse de See ou « de Lacu alias de Aysemberg ».
À partir de 1365, un Nevlas de See (Nevlas de Lacu alias de Aysemberg) est mentionné comme propriétaire. Il a été suivi par différents propriétaires, dont Smolik de Slawitz (Smolík ze Slavic) et à partir de 1450 également Kunz von Kauffungen, connu pour le vol des princes de Saxe. En 1459, le château a été conquis par le roi tchèque Georges de Bohême et est alors à nouveau en possession de Smolik de Slavic.
Comme Sigmund Smolik de Slawitz est mort sans enfant, le château d'Eisenberg est tombé aux mains de son beau-frère Nikolaus Hochhauser von Hochhaus en 1513. En 1549, il fait reconstruire le vieux château en un palais de la Renaissance. En raison de la participation de Hochhauser à la Révolte de Bohême en 1618, le domaine d'Eisenberg fut exproprié et repris par Guillaume de Lobkowicz en 1623, qui fait reconstruire le château en 1627 pour en faire un palais baroque.
Lors du siège du complexe du château occupé par les Suédois et les troupes impériales pendant la guerre de Trente Ans, le château a été incendié en 1646, le rendant ainsi inhabitable pendant une longue période. Ce n'est qu'entre 1690 et 1696 que le palais a été reconstruit dans le style baroque dans sa forme actuelle sous Ferdinand Guillaume de Lobkowicz, mais il a de nouveau brûlé en 1713 sous Ulrich de Lobkowicz. Après 1722, le château a été utilisé comme pavillon de chasse.
En 1848, le domaine d'Eisenberg comprenait également la ville de Ervěnice (Seestadtl), ainsi que Strupčice (Trupschitz) et vingt et un autres villages. Outre l'agriculture et la sylviculture, les entreprises industrielles étaient également importantes, par exemple une brasserie, des fours à chaux, des briqueteries et l'extraction de lignite à Pohlody (cs) (Pahlet) et Chomutov (Komotau).

## Le château
Le plan au sol du château est une double croix avec quatre ailes en forme de H et deux cours qui s'ouvrent sur la campagne. Deux tours s'élèvent à leur extrémité ouest. Le bâtiment a été créé sur la base des plans du maître d'œuvre baroque tchèque d'origine italienne Giovanni Battista Alliprandi (1665-1720). La tour centrale, la plus haute, est située au-dessus du portail d'entrée. Le portail de la cour d'honneur est gardé par deux atlas. Elles ont été réalisées par le sculpteur Johann Adam Dietz (de) (1671-1742) de Holešice (de) (Holschitz) (district de Chomutov), dont le fils Ferdinand Tietz a travaillé plus tard en Franconie.
Le bâtiment principal est accentué par un portail monumental, dont l'escalier interne mène à une grande salle polygonale. L'intérieur du palais était autrefois meublé avec une splendeur princière, il comprenait un cabinet doré, une salle d'audience, une salle des miroirs et une grande salle de banquet, une collection de bois de cervidés, la salle princière, une bibliothèque et un théâtre. Sur les façades est et ouest, il y a des terrasses d'observation.

## Le parc

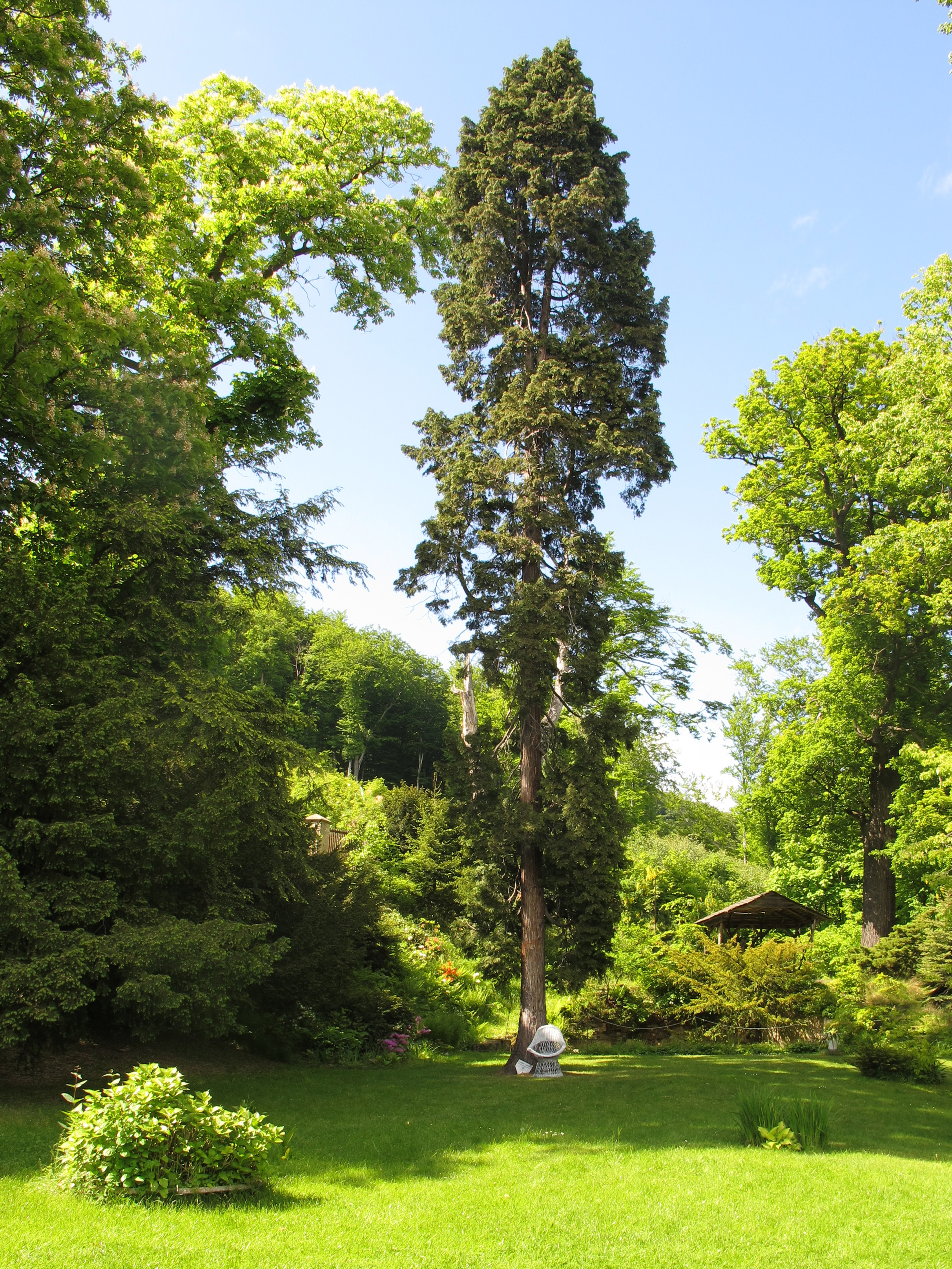
Le parc du château de Jezeří.

Le parc du château a été aménagé dans les années 1820 comme un jardin paysager anglais d'environ 50 hectares en contrebas de la colline du château. Aujourd'hui, il ne reste plus que la partie inférieure du parc, l'« Arboretum Eisenberg », avec ses chênes anciens, ses tilleuls, ses hêtres et autres arbres précieux. Il est classé. Au-dessus du château, la zone se transforme en forêt naturelle.
Dans le parc se trouvent les restes d'un mausolée de la famille Lobkowicz, construit après 1753, probablement par Andreas Altomonte (1699-1780). En 1805, la chapelle du château, dédiée à Notre-Dame des Douleurs (Kaple Bolestné Panny Marie), a été construite dans le parc.

## Culture
Sous la direction de Ferdinand Philippe Joseph de Lobkowicz (1724-1784), fils du prince Philippe Hyacinthe de Lobkowicz (1680-1737), c'est branche de Neustadt de la famille Lobkowicz qui est entrée en possession du château. Ferdinand Philippe Joseph avait un grand penchant pour la musique, comme en témoignent ses achats de matériel musical à Vienne et son soutien à Christoph Willibald Gluck lors de son séjour à Londres en 1746. Le peintre Carl Robert Croll a également visité le château d'Eisenberg et a représenté son intérieur dans des peintures.
À la fin du XVIIIe siècle, un apogée culturel a été atteint sous les princes François-Joseph de Lobkowicz et Ferdinand de Lobkowicz (1797-1868). Depuis 1802, le château disposait d'un théâtre, où se produisaient divers acteurs viennois, ainsi que d'un orchestre de musique de chasse de 22 membres et du chœur d'Eisenberg. La chapelle a connu son plus grand succès sous la direction du maître de chapelle Antonio Casimir Cartellieri et de Joseph Cartellieri († 1870 à Eisenberg). Le chanteur italien Antonio Brizzi (1770-1854) a également donné des représentations en tant qu'invité. En outre, il y avait le célèbre quatuor vocal Eisenberg et un octuor musical. Des concerts ont également eu lieu dans le parc.
En raison des nombreuses manifestations culturelles et sociales, de nombreux invités et personnalités de premier plan ont visité le château, comme Johann Wolfgang von Goethe (en 1810 et 1812) et son duc Charles-Auguste de Saxe-Weimar-Eisenach, Ludwig van Beethoven, le futur compositeur Christoph Willibald Gluck, dont le père était employé comme forestier par le prince, et les frères Paul Wranitzky et Anton Wranitzky.
Ludwig van Beethoven était un ami proche de François-Joseph de Lobkowicz. Sa Symphonie no 3 en mi bémol majeur, dite Eroica, a été jouée dans le théâtre du château, ainsi que l'oratorio La Création de Joseph Haydn. Le château d'Eisenberg avait donc une fonction culturelle importante pour toute la région. 

## Camp d'internement
Pendant la Seconde Guerre mondiale, le château est sous administration nazie car le dernier propriétaire, Max, prince de Lobkowicz (de), était l'ambassadeur du gouvernement tchèque à Londres. 
Au château d'Eisenberg sont établies deux structures d'internement.
D'une part un « camp spécial pour personnalités éminentes » (Sonderlager für prominente Persönlichkeiten), géré par la RSHA, dans lequel sont retenus des prisonniers de haut rang, notamment des officiers supérieurs des armées alliées et des « personnalités-otages » françaises, comme le général René Altmayer, Michel Clemenceau, Pierre de Gaulle, le colonel de La Rocque ou encore le général Maxime Germain. Au total, 241 personnalités ont été détenues au château d’Eisenberg d’août 1943 à mai 1945, dont 97 venues de Bad Godesberg en mars 1945. La détention est relativement confortable : on y organise des conférences, des cours, des championnats de bridge ; les détenus sont autorisés à écrire à leur famille une fois par mois. Mais l’alimentation semble nettement insuffisante. D’après le témoignage d’un ancien déporté, les personnalités prisonnières sont prises en charge par la Croix Rouge suisse vers le 20 avril 1945 et transportées par train en Suisse. 
Et d'autre part, un camp satellite (Aussenlager) du camp de concentration de Flossenbürg. Les déportés faisant partie du Kommando de travail sont logés dans les écuries du château et dans une ancienne réserve au rez-de-chaussée. En juin 1943, ce camp compte 30 prisonniers (14 Russes, 9 Allemands, 7 Polonais). Dans un premier temps, ils doivent clôturer le terrain de barbelés, installer six miradors et transformer les bâtiments utilisés par le RSHA pour mettre en place le camp spécial évoqué ci-dessus, capable de loger 100 à 200 personnalités françaises. Après la fin des travaux survenue dès l’été, la plupart des déportés du Kommando repartent à Flossenbürg le 16 août 1943. Avec l'arrivée des personnalités détenues, les déportés restants travaillent dans la cuisine du camp spécial. De janvier 1944 à la fin de la guerre, on compte de trois à huit déportés. Dans un rapport sur l’effectif du 28 février 1945 sont mentionnés 4 Allemands et 3 Polonais. Les déportés ont interdiction d'accéder aux étages supérieurs du château et d'entrer en contact avec les personnalités.  Le 27 avril 1945, les déportés peuvent quitter le château, après la fuite du personnel de garde, et vont à pied à Weimar retrouver les Américains.
En 1945, la garde des deux camps (le camp spécial et le camp satellite) est assurée par le SS-Hauptsturmführer autrichien Kamillo von Knorr-Krehan et cinquante SS.

## Après la Seconde Guerre mondiale

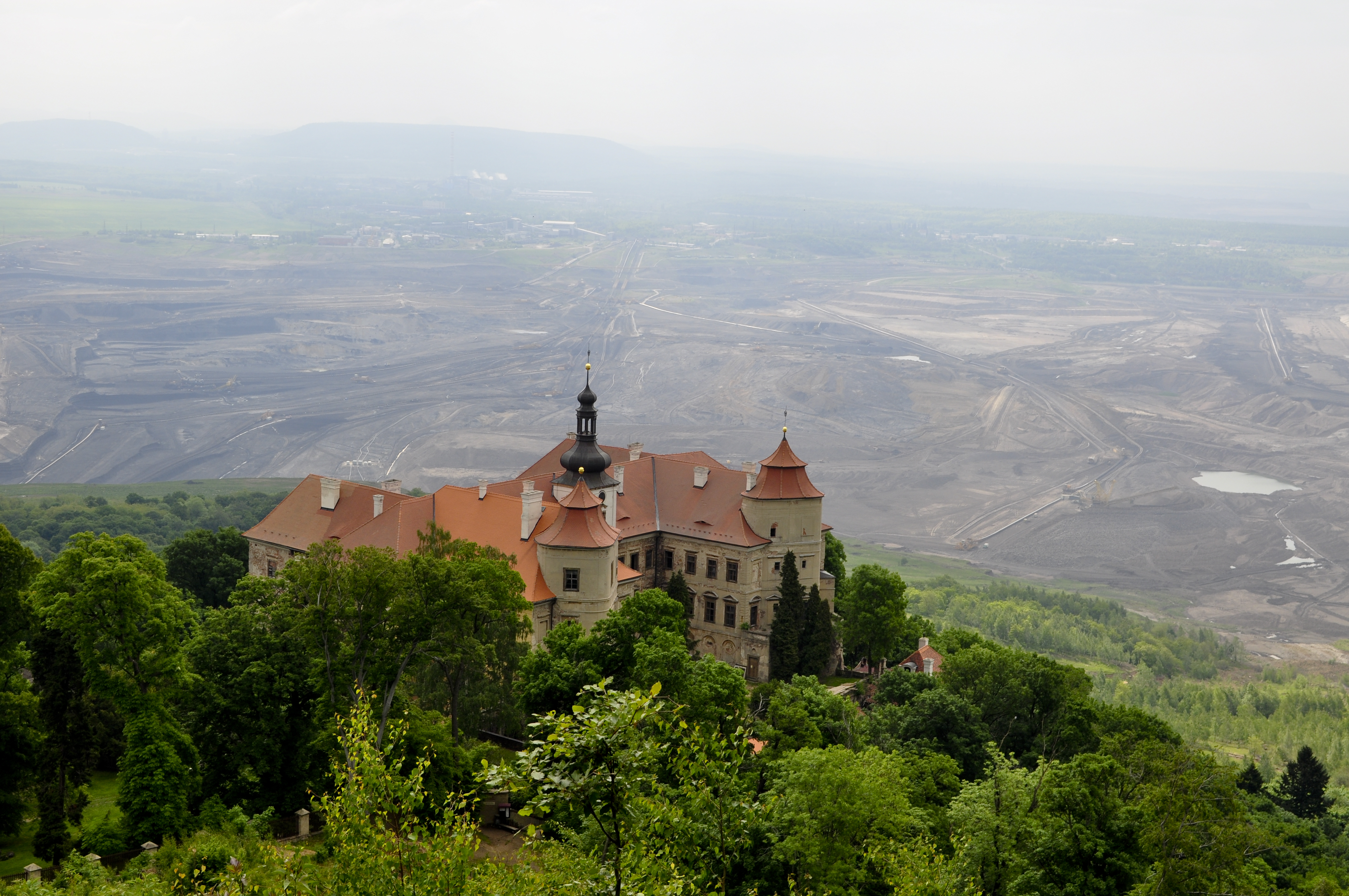
Le château de Jezeří et, en arrière-plan, la mine de lignite à ciel ouvert.

Après la fondation de la Tchécoslovaquie en 1918, la première réforme agraire avait divisé des parties du domaine seigneurial en fermes individuelles. 
Après la Seconde Guerre mondiale, le château a été à nouveau la propriété de la famille Lobkowicz jusqu'en 1948. Après le coup de Prague, le château et le domaine de Jezeří ont été expropriés. En septembre 1950, il a été remis au ministère de la Défense nationale et a servi d'abri à l'armée tchécoslovaque. Les intérieurs ont été adaptés aux besoins de l'armée, diverses pièces ont été détruites et le mobilier a été pillé. En 1955, le château a été repris par le ministère de l'Intérieur et en 1958, il a été déclaré monument historique.
En 1972, le château de Jezeří a été placé sous l'administration du Centre régional de préservation de l'État des monuments historiques et de protection de la nature à Ústí nad Labem.
La lutte pour le sauvetage du château de Jezeří a commencé dans les années 1980. En 1987, le château devait céder la place à l'exploitation du lignite, mais il a été sauvé grâce à une initiative citoyenne. D'importantes reconstructions ont été effectuées entre 1988 et 1991 (réparation des toits, couverture en bardeaux, réparation de deux murs de soutènement dans le parc du château). Le château est à nouveau ouvert au public depuis 1996 et fait actuellement l'objet de nouvelles rénovations. Les premières pièces de la tour nord sont à nouveau visibles dans leur intérieur d'origine.
En 2020, le château a été le premier monument tchèque à être inscrit sur la liste des monuments les plus menacés d'Europe, publiée par Europa Nostra.